# Secret d'affaires
Les secrets d'affaires sont des droits de propriété intellectuelle portant sur des renseignements confidentiels pouvant être vendus ou faire l’objet de licence. Pour être qualifiés de secrets d’affaires, ces renseignements doivent :
- avoir une valeur commerciale parce qu’ils sont confidentiels;
- être connus uniquement d’un groupe limité de personnes; et
- faire l’objet de mesures raisonnables prises par leur détenteur légitime pour les garder secrets, notamment d’accords de confidentialité avec les partenaires commerciaux et le personnel[1],[2].

En droit français et européen, les termes secret des affaires ou secret d'affaires se sont récemment substitués au secret commercial (trade secret dans le monde anglophone).
Les secrets d’affaires incluent à la fois des renseignements techniques (tels que des procédés de fabrication, données d’essais pharmaceutiques, dessins et représentations graphiques de programmes d’ordinateur), et des renseignements commerciaux (tels que des méthodes de distribution, des processus d'affaire, listes de fournisseurs et de clients et stratégies publicitaires). Un secret d’affaires peut être aussi une combinaison d’éléments qui, pris individuellement, appartiennent au domaine public mais dont la combinaison, qui est tenue secrète, constitue un avantage concurrentiel. D’autres renseignements comme les renseignements financiers, les formules, les recettes et les codes sources peuvent également être protégés par des secrets d’affaires.
Souvent, les secrets d'affaires sont des éléments clés d’un portefeuille de propriété intellectuelle qui renforcent l’avantage concurrentiel d’une entreprise. Comme d’autres actifs de propriété intellectuelle, le droit donne au propriétaire d’un secret d'affaires le droit d’empêcher les autres de le divulguer. Ils peuvent être vendus ou concédés sous licence.
En principe, l’acquisition, l’utilisation ou la divulgation non autorisée d’un secret d'affaires par des tiers d’une manière contraire aux pratiques commerciales honnêtes est considérée comme une appropriation illicite du secret d'affaires. En cas de détournement d'un secret d'affaires, le détenteur du secret peut recourir à divers recours juridiques .
Aucune inscription n’est nécessaire pour obtenir la protection du secret d'affaires. Tant que les informations sont considérées comme un secret d'affaires, elles sont protégées indéfiniment.

## Définition
Le langage précis par lequel un secret d'affaires est défini varie selon la juridiction, tout comme les types particuliers d’informations qui sont soumis à la protection du secret d'affaires. Trois facteurs sont communs à toutes ces définitions :
Un secret commercial est une information :
- qui n’est généralement pas connu du public ;
- qui confère un avantage économique à son détenteur because l’information n’est pas connue du public ; et
- dont le titulaire fait des efforts raisonnables pour en préserver la confidentialité.

En droit international, ces trois facteurs définissent un secret commercial au sens de l’article 39 de l’Accord sur les aspects des droits de propriété intellectuelle qui touchent au commerce (ADPIC).
De même, dans la loi américaine sur l'espionnage économique de 1996 (Economic Espionage Act of 1996), « Un secret commercial, tel que défini à l'18 U.S.C. § 1839 (3)(A),(B) (1996), comporte trois parties : (1) les informations ; (2) les mesures raisonnables prises pour protéger les informations ; et (3) une valeur économique indépendante du fait qu'elles ne sont pas connues du public. ».
Les informations relatives aux secrets d'affaires peuvent inclure des informations techniques et scientifiques (telles que les procédés de fabrication, les méthodes de contrôle qualité, les formules chimiques, les plans...), des informations commerciales (par exemple, les informations sur les fournisseurs et les clients)... ainsi que des informations financières (par exemple, données de vente, plans de rémunération et de salaire, etc.). Cela peut également inclure des informations négatives (comme des recherches échouées). Les informations peuvent être stockées mentalement mais également exprimées sous forme de textes, de figures, de dessins, de graphiques, de formules chimiques, de diagrammes, de codes, d'audio, de vidéo, etc.

## Valeur
Les secrets d'affaires sont un élément important, mais invisible, de la propriété intellectuelle (PI) d’une entreprise. Leur contribution à la valeur d’une entreprise, mesurée par sa capitalisation boursière, peut être majeure. Étant invisible, cette contribution est difficile à mesurer. Cependant, les recherches montrent que les changements dans les lois sur les secrets d'affaires affectent les dépenses des entreprises en R&D et en brevets,. Cette recherche fournit une preuve indirecte de la valeur du secret d'affaires.

## Protection
Contrairement à la propriété intellectuelle enregistrée, les secrets d'affaires ne sont, par définition, pas divulgués au grand public. Au lieu de cela, les propriétaires de secrets d'affaires cherchent à protéger l’accès aux informations confidentielles par leurs concurrents en instituant des procédures spéciales pour les traiter, ainsi qu'en mettant en œuvre des mesures de sécurité à la fois technologiques et juridiques. Les techniques les plus courantes sont :  
- Indiquer que les informations sont confidentielles (par exemple sur les documents)
- Contrôle de l’accessibilité des documents importants par les restrictions techniques et matérielles (armoires de stockages, contrôles d’identité...)
- La révision périodique de la liste des personnes qui « ont besoin de connaitre » les informations concernées par le secret d'affaires
- L’exigence de restitution d’information, document et matériel confidentiels à un employé qui quitte l'entreprise
- Une infrastructure de sécurité informatique pour limiter les risques d'intrusion
- Accord de non-divulgation : les employés et les partenaires commerciaux doivent signer un accord de non-divulgation qui les empêche de divulguer les renseignements confidentiels de l’entreprise.
- Accord de non-concurrence : les employeurs demandent à leurs employés, à leurs prestataires de services et à leurs consultants de signer un accord de non-concurrence afin de les empêcher d’entrer en concurrence à l’expiration de leur contrat de travail ou de service.
- L’adoption d’un code de conduite et de déontologie qui interdit les pratiques illégales et contraire à l’éthique aux employés de l’entreprise pour favoriser un environnement de bonnes pratiques[10],[11].

La raison la plus courante des litiges liés aux secrets d’affaires survient lorsque d'anciens employés d'entreprises détenant des secrets d'affaires partent travailler pour un concurrent et sont soupçonnés d'avoir pris ou utilisé des informations confidentielles précieuses appartenant à leur ancien employeur. Les protections juridiques comprennent des accords de non-divulgation (NDA) et des clauses de travail à façon et de non-concurrence. En d'autres termes, en échange d'une opportunité d'être employé par le détenteur de secrets, un employé peut accepter de ne pas révéler les informations exclusives à son employeur potentiel, de céder à son employeur potentiel des droits de propriété sur des actifs produits au cours de son emploi actuel, et de ne pas travailler pour un concurrent pendant une période donnée (parfois dans une région géographique donnée). La violation de l’accord entraîne généralement de lourdes sanctions financières, ce qui décourage la divulgation de secrets d'affaires.
Les informations confidentielles peuvent être protégées par une action en justice, notamment une injonction empêchant toute violation de la confidentialité, des dommages-intérêts et, dans certains cas, des honoraires d’avocat, voire plus. Cependant, il peut être très difficile de prouver une violation d'un NDA par un ancien employé qui travaille légalement pour un concurrent ou qui remporte un procès pour violation d'une clause de non-concurrence.
Le détenteur d’un secret d'affaires peut également exiger des accords similaires de la part d’autres parties, telles que les fournisseurs, les titulaires de licence, et les membres du conseil d’administration.
Dans la mesure où une entreprise peut protéger ses informations confidentielles par le biais d’accords de confidentialité, de contrats de travail à façon et de contrats de non-concurrence avec ses parties prenantes (dans les limites du droit du travail, y compris prenant en compte les restrictions raisonnables en termes de portée géographique et temporelle), ces mesures contractuelles de protection créent effectivement un monopole sur les informations secrètes qui n’expirent pas comme le ferait un brevet ou un droit d’auteur.
Cependant, l’absence de protection formelle associée aux droits de propriété intellectuelle enregistrés signifie qu’un tiers non lié par un accord signé n’est pas empêché de dupliquer et d’utiliser de manière indépendante les informations secrètes une fois qu’elles sont découvertes, par exemple par le biais de la rétro-ingénierie.

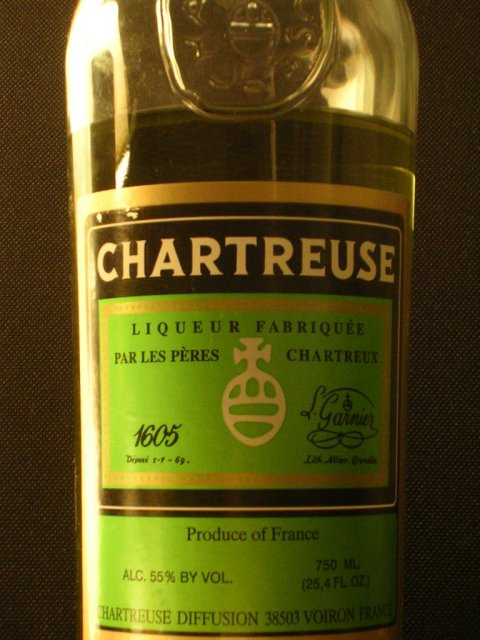
Liqueur de Chartreuse Verte protégée par des informations confidentielles relatives aux ingrédients

Par conséquent, les secrets d'affaires tels que les formules secrètes sont souvent protégés en limitant le partage des informations clés à quelques personnes de confiance. Des exemples célèbres de produits protégés par des secrets d'affaires sont la liqueur de Chartreuse et le Coca-Cola.
Étant donné que la protection des secrets d'affaires peut, en principe, s’étendre indéfiniment, elle peut présenter un avantage par rapport à la protection par brevet et aux autres droits de propriété intellectuelle enregistrés, qui ont une durée limitée. Par exemple, la société Coca-Cola ne possède aucun brevet sur la formule du Coca-Cola et a réussi à la protéger pendant bien plus d’années que les 20 ans de protection qu’un brevet aurait pu lui offrir. En fait, Coca-Cola a refusé de révéler son secret en dépit d'au moins deux ordonnances de juges.

## Détournement
Les entreprises tentent souvent de découvrir les secrets d'affaires des autres entreprises par des méthodes légales de  rétro-ingénierie ou en débauchant des employés, ainsi que par des méthodes potentiellement illégales, notamment l'espionnage industriel. Les actes d’espionnage industriel sont généralement illégaux et les sanctions peuvent être sévères.
L’importance de cette illégalité pour le droit des secrets d'affaire est la suivante : si un secret commercial est acquis par des moyens inappropriés (un concept un peu plus large que celui de « moyens illégaux » mais qui inclut de tels moyens), alors le secret est généralement considéré comme ayant été détourné. Ainsi, si un secret d'affaires a été acquis par le biais de l’espionnage industriel, son acquéreur sera probablement soumis à une responsabilité légale pour l’avoir acquis de manière inappropriée. Toutefois, le détenteur du secret commercial est tenu de se protéger contre un tel espionnage dans une certaine mesure, car dans la plupart des régimes de secret, un secret d'affaires n'est pas réputé exister à moins que son détenteur présumé ne prenne des mesures raisonnables pour maintenir son secret,.

## Exceptions et limitations
Bien que l’acquisition, l’utilisation ou la divulgation inappropriée, malhonnête ou illégale d’informations confidentielles par des tiers non autorisés soit en principe interdite, il existe plusieurs exceptions à ce principe. Les exceptions et limitations varient selon la juridiction. Certains d'entre eux peuvent être
- La découverte ou le développement totalement indépendant de la même information par un tiers;
- La rétro-ingénierie, acquisition d'informations par rétro-ingénierie à partir de l'examen d'un produit mis sur le marché. Dans certains pays cependant, un contrat (comme un contrat d’achat) peut interdire à l'acheteur de procéder à une rétro-ingénierie;
- Compétences générales et expérience de l'employé acquises dans le cadre normal du travail auprès d'autres employeurs;
- L'Intérêt public et la sécurité nationale selon la loi statutaire ou la jurisprudence de certains pays;
- La dénonciation en cas de révélation d'une mauvaise conduite, d'un acte répréhensible ou d'une activité illégale.